# Novembre 1832

## Événements
- 6 novembre, France : échec définitif de la duchesse de Berry.

- 7 novembre, France : la duchesse de Berry est arrêtée à Nantes et internée dans la citadelle de Blaye sous la garde du général Bugeaud.

- 13 novembre : Chateaubriand quitte la Suisse pour Paris.

- 15 novembre : début du siège de la citadelle d'Anvers, tenue par les troupes néerlandaises commandées par le général David Chassé, par les troupes françaises du maréchal Gérard.

- 19 novembre :
  - avec l’accord de l’Angleterre, la France envoie une armée de 70 000 hommes, commandée par le maréchal Gérard, en Belgique afin de contraindre les Pays-Bas à exécuter le traité du 15 novembre 1831;
  - France : ouverture de la session parlementaire;
  - attentat manqué contre Louis-Philippe Ier. Alors que Louis-Philippe se rend au Palais Bourbon, il essuie rue du Bac un coup de feu tiré par un étudiant en droit, Louis Bergeron, républicain exalté. Celui-ci sera acquitté le 18 mars 1833;
  - Taillepied de Bondy, préfet de la Seine quitte sa fonction.

- 21 novembre, France : Dupin aîné devient président de la Chambre des députés (1832-1837).

- 22 novembre, France : représentation du Roi s'amuse de Hugo à la Comédie-Française.

- 23 novembre, France : les représentations du Roi s'amuse de Hugo sont suspendues.

- 25 novembre, France : dans Le National, Rolle attaque violemment Le Roi s'amuse.
- 27 novembre, Algérie : après plusieurs tentatives infructueuses pour s’emparer d'Oran, Abd el-Kader est proclamé sultan.

## Naissances
- 18 novembre : Adolf Erik Nordenskjöld (mort en 1901), géologue et minéralogiste finlandais.
- 24 novembre : Henry Woodward (mort en 1921), géologue et paléontologue britannique.

## Décès
- 3 novembre : John Leslie (né en 1766), physicien et mathématicien écossais.
- 12 novembre :
  - Barnaba Oriani (né en 1753), prêtre catholique barnabite, scientifique et astronome italien.
  - Norbert Van Aken (né en 1767), homme politique belge
- 14 novembre :
  - Rasmus Christian Rask, linguiste danois (° 1787).
  - Jean-Baptiste Say, économiste classique et industriel français (° 1767).
- 29 novembre : Karl Asmund Rudolphi (né en 1771), zoologiste allemand d’origine suédoise.
- 30 novembre : Franz Joseph Schelver, médecin et botaniste allemand (° 24 juillet 1778).